# Gyilkológép
A Gyilkológép (eredeti cím: Death Machine) 1994-ben bemutatott japán-brit cyberpunk horrorfilm, amelyet Stephen Norrington írt és rendezett. A film főbb szereplői Brad Dourif, Ely Pouget, William Hootkins, John Sharian, Richard Brake és Rachel Weisz, aki még a filmben való megjelenésekor karrierje elején állt, rövidebb szerepben jelenik meg a filmben. A produkció Norrington rendezői bemutatkozásaként is szolgált, aki előtte olyan filmek vizuális effektjein dolgozott, mint az A bolygó neve: Halál vagy az Őrült Stone, avagy 2008: A patkány éve.
A film vitákat váltott ki a túlzott erőszakossága, és Brad Dourif karaktere miatt. Ezek a tényezők végül azt eredményezték, hogy a filmet több országban betiltották, köztük Srí Lankán, Iránban, Kínában, Malajziában, Irakban és Ausztráliában. Ennek ellenére a film vegyes kritikákat kapott. Sok kritikus külön dicsérte a speciális effektusokat, de kritizálta a színészi játékot és a cselekményt.
A film az Egyesült Államokban 1994. november 25-én jelent meg, hazánkban kizárólag DVD-n, 1999. február 25-én.

## Cselekmény
A film 2003-ban játszódik, ahol a Chaank Armaments nevű óriásvállalat azzal kísérletezik, hogy egy olyan harcigépet hozzon létre, amely ember és robot is egyben. Viszont kísérleteik mind kudarcba fulladnak: a gépeik ártatlan emberek halálát okozva erőszakosakká válnak. A gépek gyártási munkálatait egy pszichopata férfi, Jack Dante (Brad Dourif) vezeti. A sok tragikus következmény miatt a vállalat vezérigazgatója, Hayden Cale (Ely Pouget) elbocsátja a cégből Jacket. Emiatt Jack bosszúból egy általa gyártott gyilkológépet uszít a volt főnökére.

## Szereplők
| Színész            | Karakter            | Magyar hang        |
| ------------------ | ------------------- | ------------------ |
| Brad Dourif        | Jack Dante          | Haás Vander Péter  |
| Ely Pouget         | Hayden Cale         | Kisfalvi Krisztina |
| William Hootkins   | John Carpenter      | Bácskai János      |
| John Sharian       | Sam Raimi           | Csőre Gábor        |
| Martin McDougall   | Yutani              | Welker Gábor       |
| Andreas Wisniewski | Weyland             | Sótonyi Gábor      |
| Richard Brake      | Scott Ridley        | Megyeri János      |
| Alex Brooks        | Dickson seriff      | Végh Ferenc        |
| Stuart St. Paul    | Meghibásodott robot | Pálmai Szabolcs    |
| Jackie Sawiris     | Pincérnő            |                    |